# Kreuzer Produktion & Vertrieb
Die  Kreuzer Produktion & Vertrieb GmbH in Bonn-Duisdorf war bis zu ihrer Übernahme durch die Pelikan AG ein Hersteller von Schreibwaren.

## Produkte

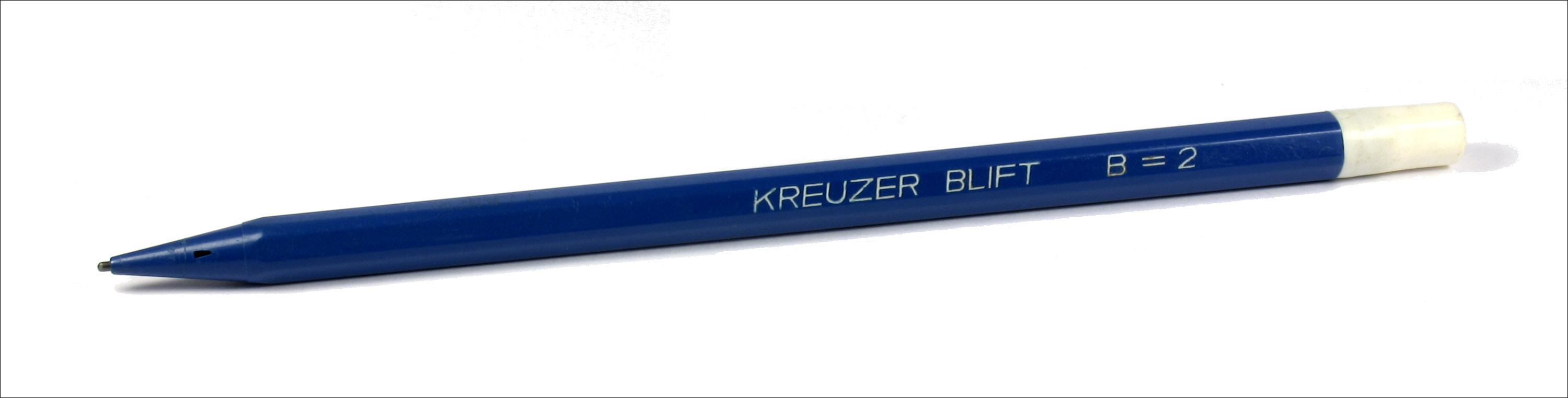
Kreuzer Blift (ursprüngliches Modell)

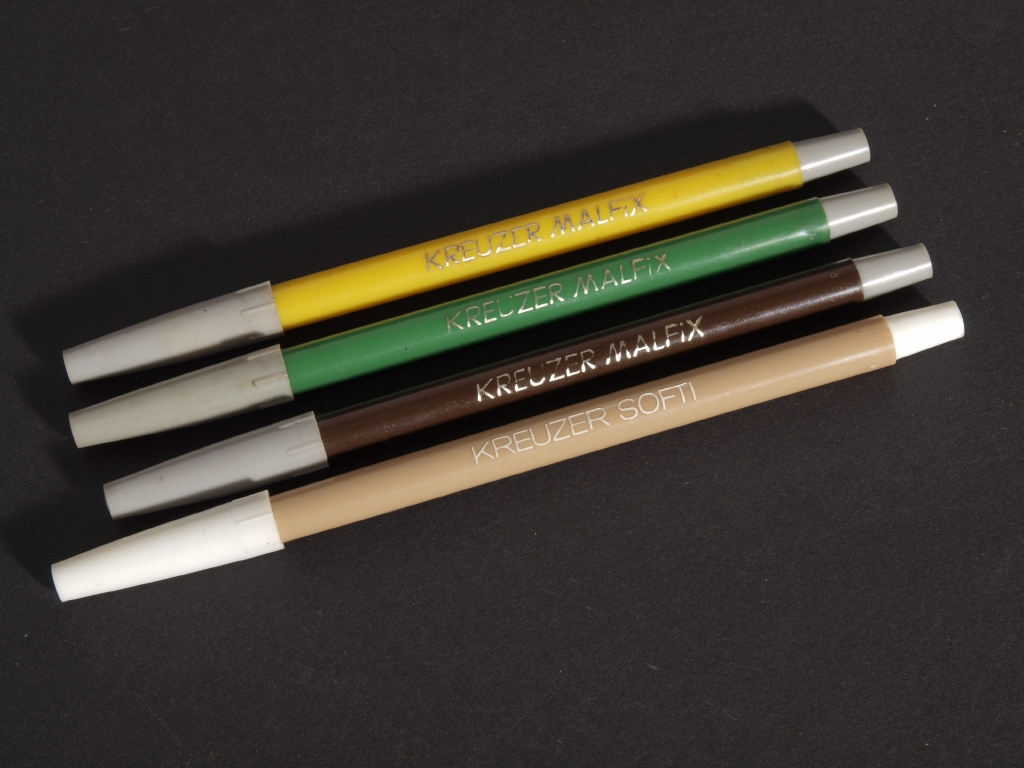
Malfix Faserstift (Filzschreiber) von 1967

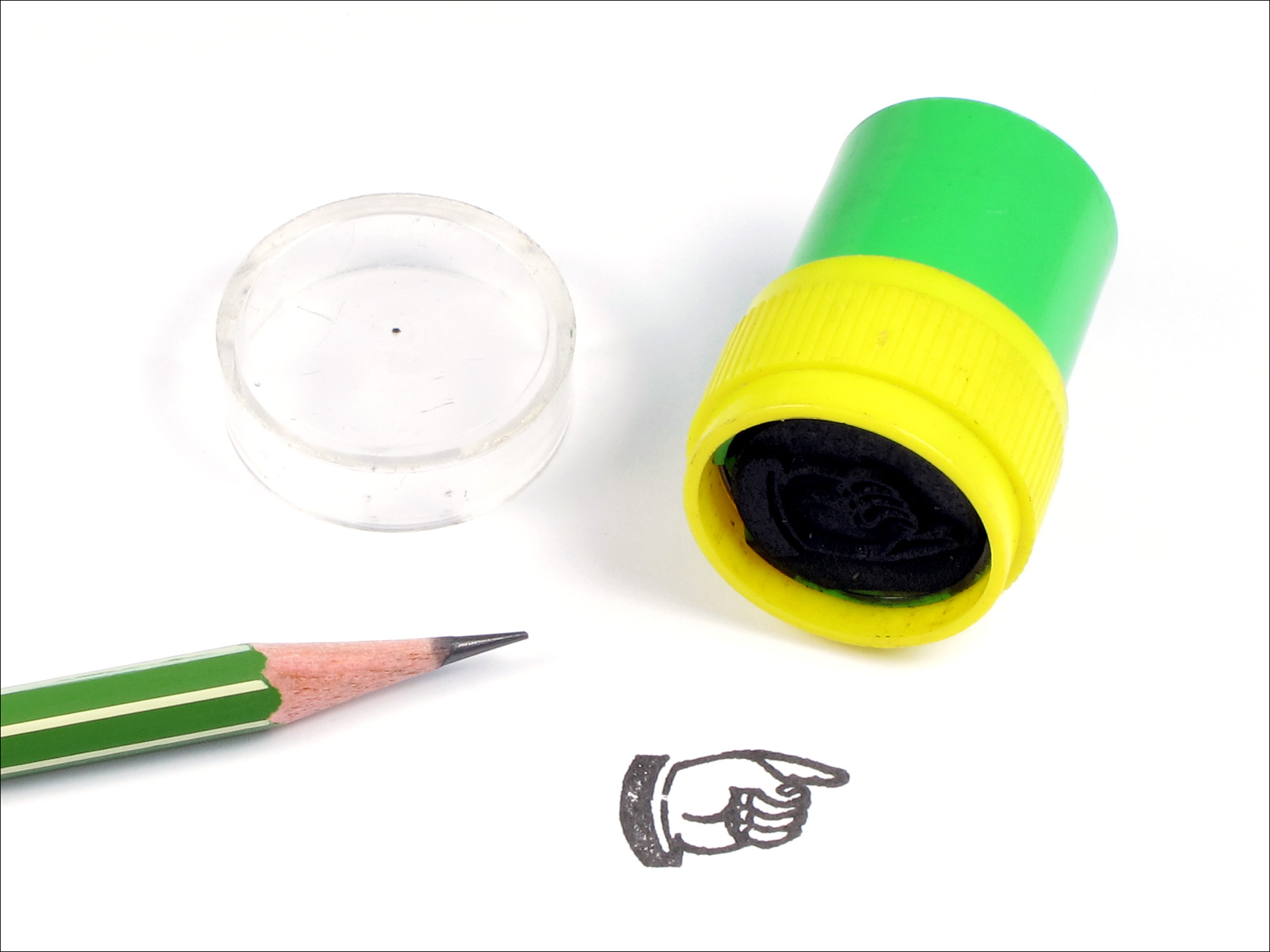
Stempel von Kreuzer

Die ersten Produkte des Unternehmens waren aus Cellidor-Rohren gedrehte Drehbleistifte, später auch Kugelschreiber.
Kreuzer stellte vorwiegend Schreibgeräte für den Haus- und Schulgebrauch her. Dazu wurde das Angebot 1961 um einen Schulfüller mit Patronensystem, ab 1965 zusätzlich um Faserstifte erweitert.
Eine Neuheit war der „Kreuzer-Blift“, ein Einweg-Drehbleistift aus Kunststoff, der einem herkömmlichen Holz-Bleistift nachempfunden und bei dem Anspitzen überflüssig war. Dieses Prinzip wurde auf Buntstifte übertragen.
Ab 1972 stellte das Unternehmen zum Löschen und Korrigieren von Tintenschrift Stifte mit der Bezeichnung „Tinten-Killer“ her. Der Tintenkiller wurde später in Deutschland zum Gattungsnamen für derartige Stifte. Später erhielten sie eine zweite Spitze zum Überschreiben des gelöschten Fehlers.
1975 nahm das Unternehmen die Herstellung von Stempeln ohne Stempelkissen, bei denen sich die Stempelfarbe im Stempelkörper befand, auf. Anfangs vertrieb man Stempel mit Bildmotiven für den Schulgebrauch, 1983 weitete man das Angebot auf Adress- und Bürostempel aus.
Die durch die Ölkrise der 1970er Jahre steigenden Rohstoffkosten bereiteten auch Kreuzer Probleme. Bestrebungen mit einer neuen Produktlinie „Manager“ (zuerst Textmarker, später Heftgeräte, Locher, Cutter und Klebefilmabroller), ein weiteres Standbein aufzubauen, konnten die Eigenständigkeit des Unternehmens nicht sichern.

## Geschichte
1949 gründete der ehemalige Technische Direktor der Soennecken-Werke in Bonn, Josef Kreuzer, eine Schreibgerätefabrik. Diese entwickelte sich in der Nachkriegszeit zu einer der wichtigeren Unternehmungen der Schreibgerätebranche.
Erwin Kreuzer übernahm 1972 von seinem Vater die Geschäftsführung. Ein Vertrieb auf Basis von Reisenden wurde aufgebaut. Kunden waren der klassische Schreibwaren-Fachhandel und Warenhäuser, aber auch Cash-&-Carry- und Supermärkte.
1970 bezog das Unternehmen eine neu gebaute Fabrikationsstätte mit Bürotrakt in Bonn-Duisdorf. Nach erfolglosem Wechsel des Managements 1979 und späterem Versuch einer Kapitalerhöhung durch Schweizer Industriebeteiligungen schied Erwin Kreuzer 1984 nach Konkurs aus dem Unternehmen aus.
Nun übernahm Roteck, ein Hersteller von Papierwaren wie Blocks etc. Markennamen und Produktionsstätten unter Fortführung der bisherigen Strategie im Schul- und Bürobereich. 1987 kaufte die Pelikan AG in Hannover Roteck. Die neuen Eigentümer konzentrierten zwei Jahre später Kreuzer mit den ebenfalls zur Pelikangruppe gehörenden Marken Laurin aus Waiblingen und Rebhan aus Nürnberg in Hannover. Dieser Verbund existiert heute nicht mehr.
In Zusammenarbeit mit dem Team Industrieform/Yellow Design aus Pforzheim unter Leitung des damaligen Inhabers des Lehrstuhls für Design und Ökologie an der KISD in Köln, Prof. Günter Horntrich, erhielten mehrere Produkte Design-Preise.